# مايك دبليو. بار
مايك دبليو. بار (بالإنجليزية: Mike W. Barr)‏ هو كاتب أمريكي، ولد في 30 مايو 1952 في سانت لويس في الولايات المتحدة.

## وصلات خارجية
- مايك دبليو. بار على موقع IMDb (الإنجليزية)
- مايك دبليو. بار على موقع قاعدة بيانات الفيلم (الإنجليزية)